# Франк Шетцінг
Франк Ше́тцінг (нім. Frank Schätzing; 28 травня 1957, Кельн) — німецький письменник, автор науково-фантастичних романів та трилерів. Його найвідоміший твір — роман «Зграя» («Der Schwarm») за яким у 2023 році було знято серіал «Рій».

## Біографія
Франк Шетцінг вивчав соціальні комунікації в Кельнському університеті й тривалий час працював у компанії Warner як креативний директор. Був директором і співзасновником рекламного агентства Intevi.
З початку 1990 років почав публікувати свої художні твори. 1995 року вийшов друком його перший роман «Смерть і диявол». 2000 року з'явився його політтрилер «Беззвучно». 2004 року Шетцінг опублікував фантастичний роман «Зграя», присвячений невідомій формі життя в глибинах океану, яка загрожує існуванню людства. Закиди в плагіаті, за якими цілі пасажі роману «Зграя» були дослівно запозичені з іншого джерела, було спростовано в суді. Готується екранізація роману. Сценарій до фільму написав Тед Таллі.
Роман «Зграя» став справжнім успіхом Шетцінга, до того відомого лише в межах Кельна своїми «кельнськими» детективами з місцевим колоритом. З 2010 року роман «Зграя» вийшов накладом 3,8 млн примірників та був перекладений на 27 мов.
Франк Шетцінг одружений із Забіною Фалькізер-Шетцінг й мешкає в місті Кельні.

## Твори
- Tod und Teufel. Roman. Emons, Köln 1995; Goldmann, München 2006, ISBN 3-89705-451-5.
- Mordshunger. Roman. Emons, Köln 1996; Goldmann, München 2006, ISBN 3-442-45924-9.
- Die dunkle Seite. Roman. Emons, Köln 1997; Goldmann, München 2007, ISBN 978-3-442-45879-0.
- Keine Angst. Köln Kurz-Krimis. Emons, Köln 1997; Goldmann, München 2007, ISBN 978-3-442-45923-0.
- Lautlos. Roman. Emons, Köln 2000; Goldmann, München 2006, ISBN 3-442-45922-2.
- Der Schwarm. Roman. Kiepenheuer & Witsch, Köln 2004; Fischer Taschenbuch, Frankfurt am Main 2005, ISBN 3-596-16453-2.
- Nachrichten aus einem unbekannten Universum. Eine Zeitreise durch die Meere. Kiepenheuer & Witsch, Köln 2006; Taschenbuch ebd. 2007, ISBN 978-3-462-03786-9.
- Limit. Roman. Kiepenheuer & Witsch, Köln 2009, ISBN 978-3-462-03704-3.
- Breaking News. Roman. Kiepenheuer & Witsch, Köln 2014, ISBN 978-3-462-04527-7.
- Die Tyrannei des Schmetterlings. Roman. Kiepenheuer & Witsch, Köln 2018, ISBN 978-3-462-05084-4.